# John Robinson (drummer)
John Frederick Robinson (Creston (Iowa), 29 december 1954), professioneel bekend als JR, is een Amerikaanse drummer en sessiemuzikant die "een van de meest opgenomen drummers in de geschiedenis" wordt genoemd.
Robinson staat bekend om zijn werk met producer Quincy Jones, waaronder Michael Jackson's multi-platina Off the Wall album en de liefdadigheidssingle "We Are the World". Zijn drumsolo opent het Steve Winwood-album Back in the High Life (1986) met het nummer "Higher Love" dat op eerste plaats stond in de Amerikaanse Billboard Hot 100. Rolling Stone vermeldde JR in 2016 op nummer 81 in hun lijst van de top 100 "Greatest Drummers of All Time". Hij kreeg een Grammy Award voor de Rufus/Chaka Khan-single "Ain't Nobody", maar hij speelde drums bij meer dan 50 Grammy-winnaars.
JR speelt in veel verschillende stijlen. Zijn eerste bekendheid kwam met de funkband Rufus en hij nam dance/funkhits op met The Pointer Sisters. Op het gebied van pop en rock strekt zijn werk zich uit van de rechttoe rechtaan rock van John Fogerty, Bonnie Raitt en Peter Frampton tot de mainstream pop van Lady Gaga, Daft Punk, Wilson Phillips en Madonna. JR heeft vele hedendaagse R&B-zangers ondersteund, waaronder Whitney Houston, Lionel Richie en Anita Baker, evenals vocale pop-/softrockzangers zoals Barbra Streisand, Seal, Peter Cetera en Rod Stewart.
Hij speelde op een reeks pure countrymuziek van George Strait, Clint Black en Toby Keith. In de jaren negentig schakelden zijn filmmuziekopdrachten in een hogere versnelling, drummen voor Hans Zimmer, Christophe Beck en James Newton Howard. En gedurende JR's carrière heeft hij samengewerkt met jazzartiesten variërend van Jeff Lorber tot David Benoit tot Sadao Watanabe. JR zei dat hij "een soort kameleon-drummer" is.

## Fotogalerij

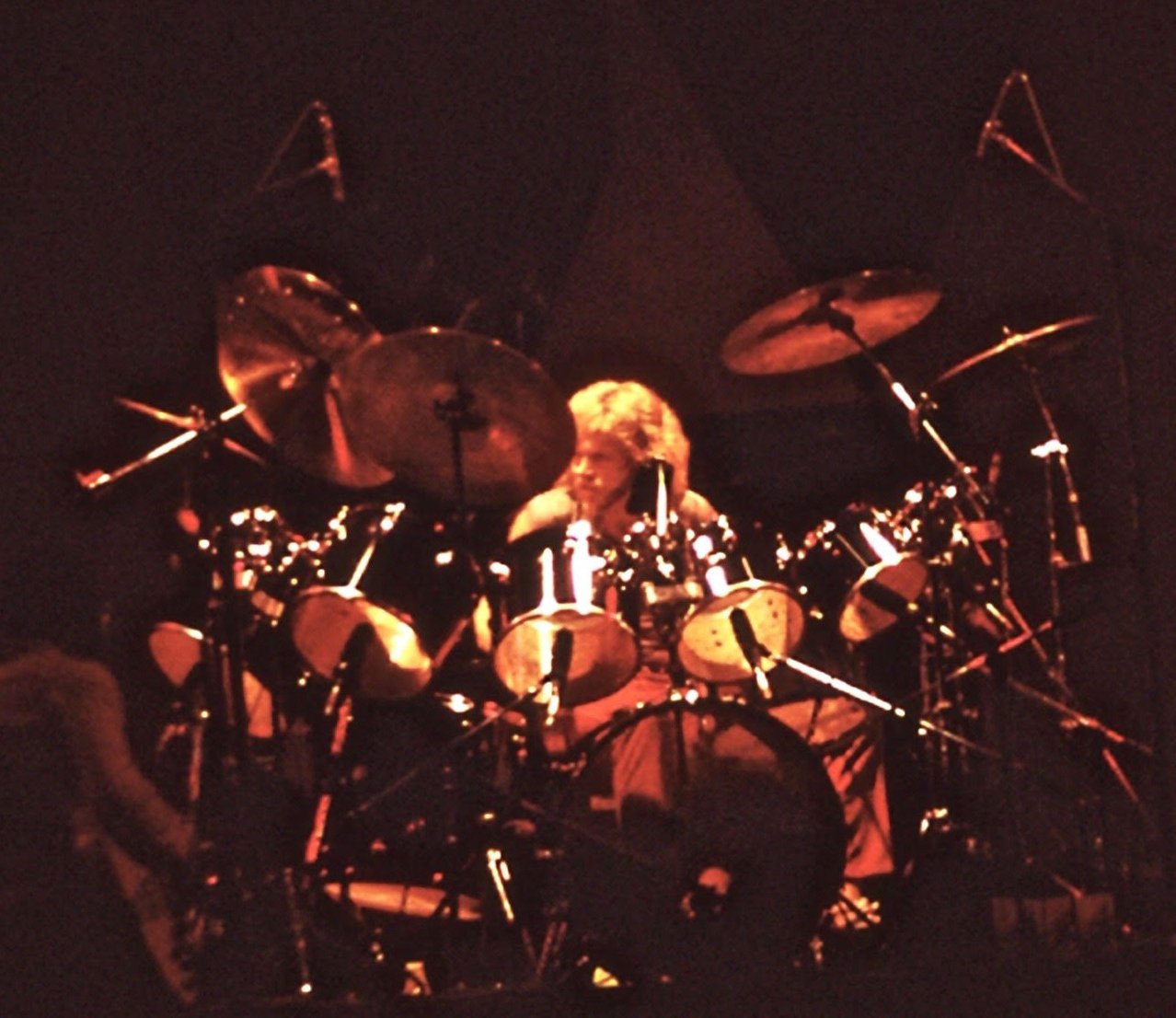
JR in 1980, optreden met Rufus.
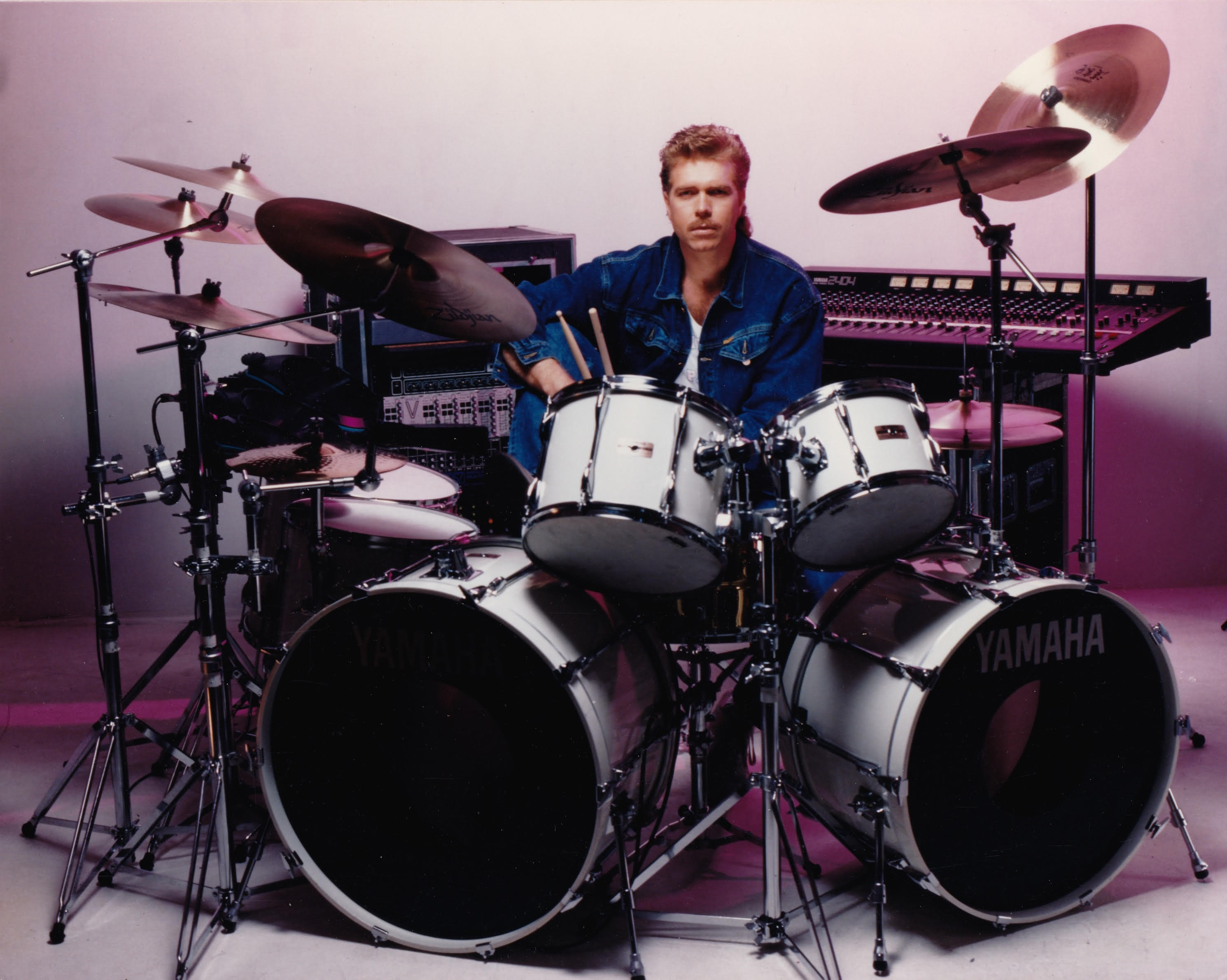
JR afgebeeld met Yamaha-drums in 1985.
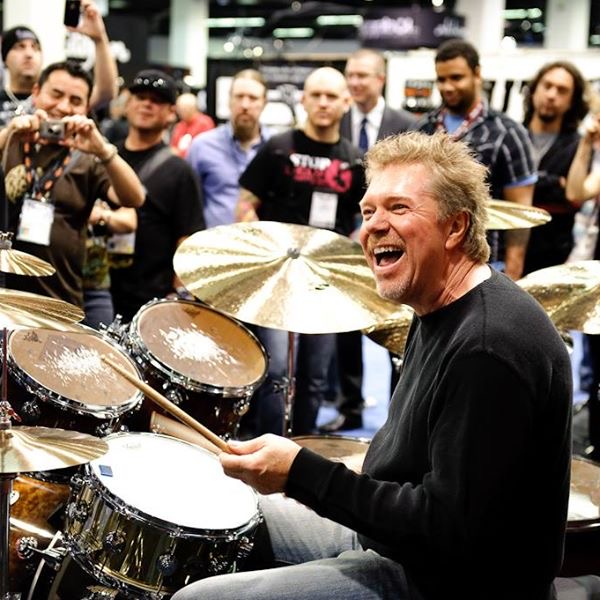
JR op de NAMM Show in 2011.
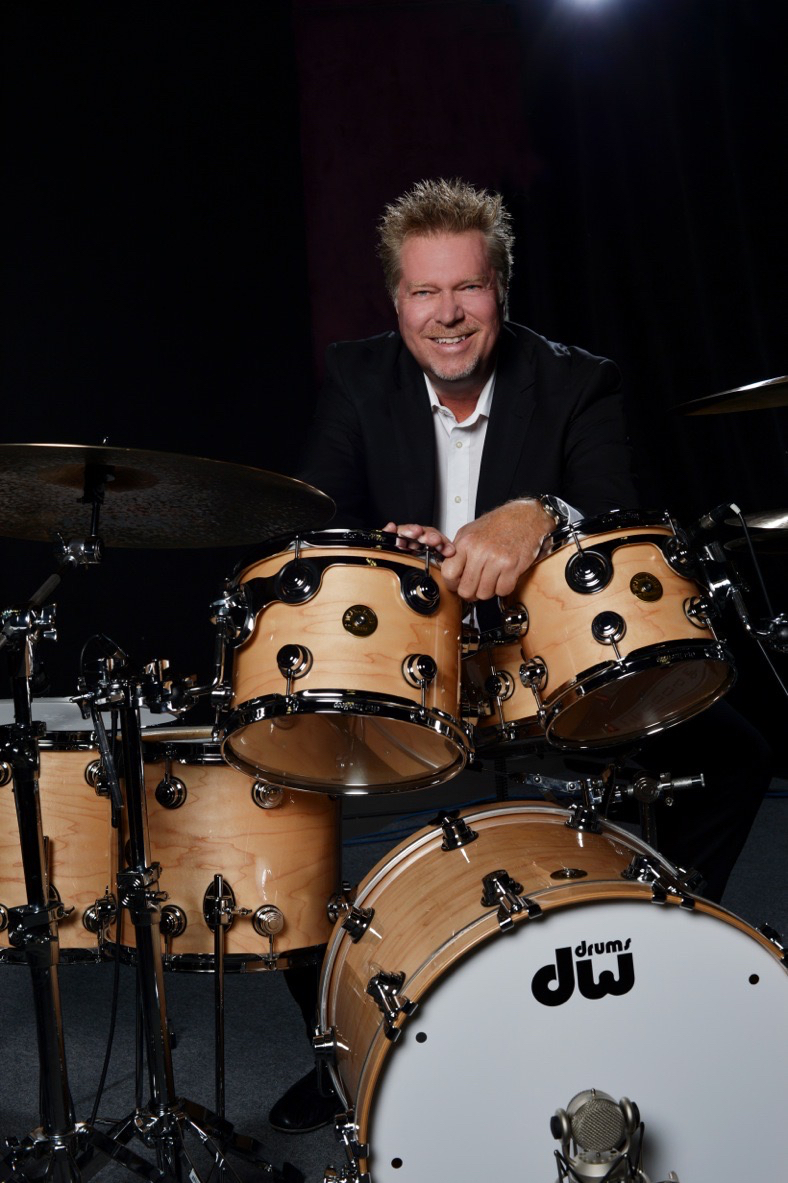
JR bij Drum Workshop (DW) in 2014.
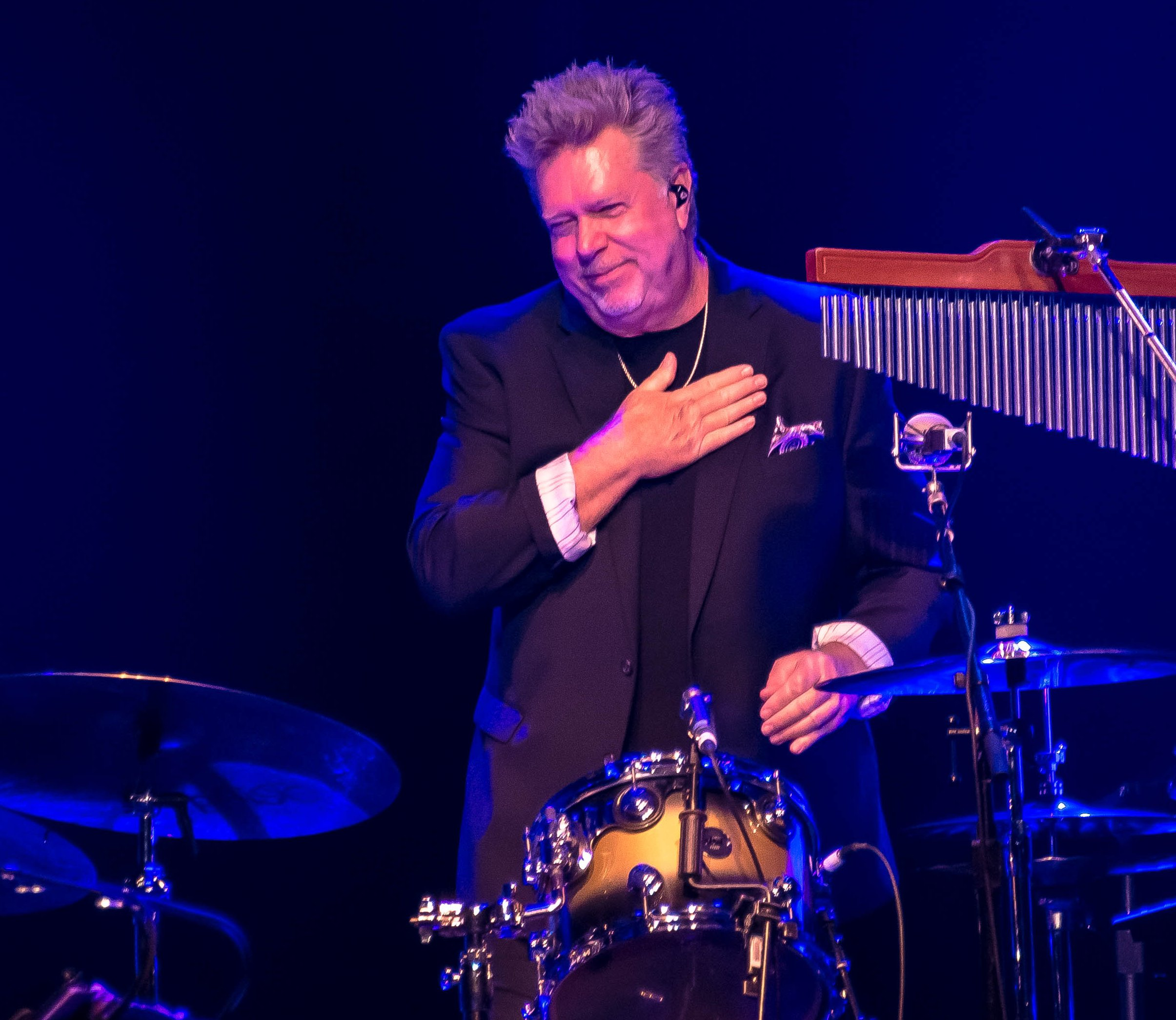
JR met David Foster's Tour in 2019.